# Генерал-капітанство Гватемала
14°34′00″ пн. ш. 90°44′00″ зх. д. / 14.566667° пн. ш. 90.733333° зх. д.

Адміністративний поділ віцекоролівства Нова Іспанія в 1819 році

Генерал-капітанство Гватемала (ісп. Capitanía General de Guatemala), іноді зване Королівство Гватемала (ісп. Reino de Guatemala) — адміністративна одиниця Іспанської імперії, що існувала в 1609—1821 роках.
Іспанське завоювання територій, які згодом склали генерал-капітанство, почалося в 1524 році. На півночі Педро де Альварадо і Ернан Кортес очолили експедиції на території сучасної Гватемали і Гондурасу; на півдні Франсиско Ернандес де Кордоба вторгся на територію сучасного Нікарагуа. У міру завоювання Центральної Америки іспанцями засновувалися нові провінції Чіапас, Гватемала, Гондурас, Нікарагуа. Королівським декретом від 20 листопада 1542 року ці провінції були ліквідовані, а на їх місці заснована Королівська аудієнсія Гватемали.
У кінці XVI століття, щоб запобігти проникненню в Карибський регіон інших держав, іспанські монархи почали створювати в окремих областях генерал-капітанства. У 1609 році президент Аудієнсії Гватемала отримав додатковий титул — «генерал-капітан», отримавши таким чином автономію в адміністративних і військових справах (хоча і залишався в підлеглому положенні по відношенню до віцекороля Нової Іспанії). На той момент в його підпорядкуванні знаходилися  території сучасного мексиканського штату Чіапас і сучасних держав Гватемала, Сальвадор, Гондурас, Нікарагуа і Коста-Рика, резиденція знаходилася в місті Гватемала.
Реформи Бурбонів, розпочаті в 1786 році, замінили більшість коррехімєнто на інтендантства, а генерал-капітан Гватемали став суперінтендантом Гватемали (де-факто являючись одночасно ще і інтендантом міста Гватемала). У 1812 році Кадійські кортеси  розділили регіон на дві провінції: Гватемала (Guatemala, Чіапас, Гондурас і Сальвадор) та Нікарагуа і Коста-Рика (Нікарагуа і Коста-Рика), при цьому губернатор Гватемали зберіг посаду «генерал-капітана Центральної Америки і Чіапасу». У 1821 році генерал-капітанство формально припинило існування, увійшовши до складу Мексиканської імперії. Після падіння імперії в 1824 році на території генерал-капітанства утворилася незалежна держава — Сполучені Провінції Центральної Америки (лише Чіапас вагався, довгий час вибираючи між тим, чи увійти йому до складу цієї держави або до складу Мексики; і в результаті він був окупований мексиканськими військами й насильно включений до складу Мексики). У 1838—1840 році Сполучені Провінції розпалися на незалежні держави Гватемала, Сальвадор, Гондурас, Нікарагуа і Коста-Рика, чиї кордони в цілому відповідали межам інтендантств генерал-капітанства Гватемала.